# Axinopalpis barbarae
Axinopalpis barbarae är en skalbaggsart. Axinopalpis barbarae ingår i släktet Axinopalpis och familjen långhorningar. IUCN kategoriserar arten globalt som otillräckligt studerad.

## Underarter
Arten delas in i följande underarter:
- A. b. barbarae
- A. b. consobrinus